# Фламандски Брабант
Фламандски Брабант (на нидерландски: Vlaams-Brabant) е провинция в Централна Белгия, част от Фламандския регион. Граничи с провинция Източна Фландрия на запад, провинция Ено на югозапад, провинция Валонски Брабант на юг, провинция Лиеж на югоизток, провинция Лимбург на изток и провинция Антверпен на север. Фламандски Брабант обгражда отвсякъде Столичен регион Брюксел.
Площта на провинцията е 2106 км², а населението – около 1 138 489 души (по приблизителна оценка от януари 2018 г.). Административен център е град Льовен.
Провинция Фламандски Брабант се подразделя на 2 окръга: Хале-Вилворде и Льовен.